# Alsóbaskóc
Alsóbaskóc (szlovákul: Baškovce) község Szlovákiában, a Kassai kerület Szobránci járásában.

## Fekvése
Szobránctól 5 km-re, északra fekszik.

## Története
A 18. század végén, 1796-ban Vályi András így ír róla: „BASKÓCZ. Baskovce. Tót falu Ungvár Vármegyében, fekszik a’ hegyek alatt kevés lakossaival, Tybe falunak szomszédságában, mellynek filiája, határja nem igen termékeny, de elégséges szántó földekkel bír, Báro Gombos, és másoknak birtokában van, második Osztálybéli.”
Fényes Elek 1851-ben kiadott geográfiai szótárában így ír a faluról: „Baskócz, orosz falu, Ungh vármegyében, ut. p. Szobránczhoz éjszakra egy mfdnyire: 31 r., 184 g. kath., 13 zsidó lak., részint róna, részint hegyes határral, erdővel, vizimalommal F. u. gr. Sztáray Kristóf.”
A trianoni diktátumig Ung vármegye Szobránci járásához tartozott, majd az újonnan létrehozott csehszlovák államhoz csatolták. 1938 és 1945 között ismét Magyarország része.

## Népessége
| Év:            | 1994. | 2004.   | 2014.   | 2024.    |
| -------------- | ----- | ------- | ------- | -------- |
| Emberek száma: | 269   | 261     | 253     | 215      |
| Eltérés:       |       | -2,97 % | -3,06 % | -15,01 % |

| Év:            | 2023. | 2024.   |
| -------------- | ----- | ------- |
| Emberek száma: | 224   | 215     |
| Eltérés:       |       | -4,01 % |

1910-ben 307, túlnyomórészt szlovák anyanyelvű lakosa volt.
2005-ben 240 lakosa volt.
2011-ben 259 lakosából 252 szlovák volt.